# Volta a creste e vele

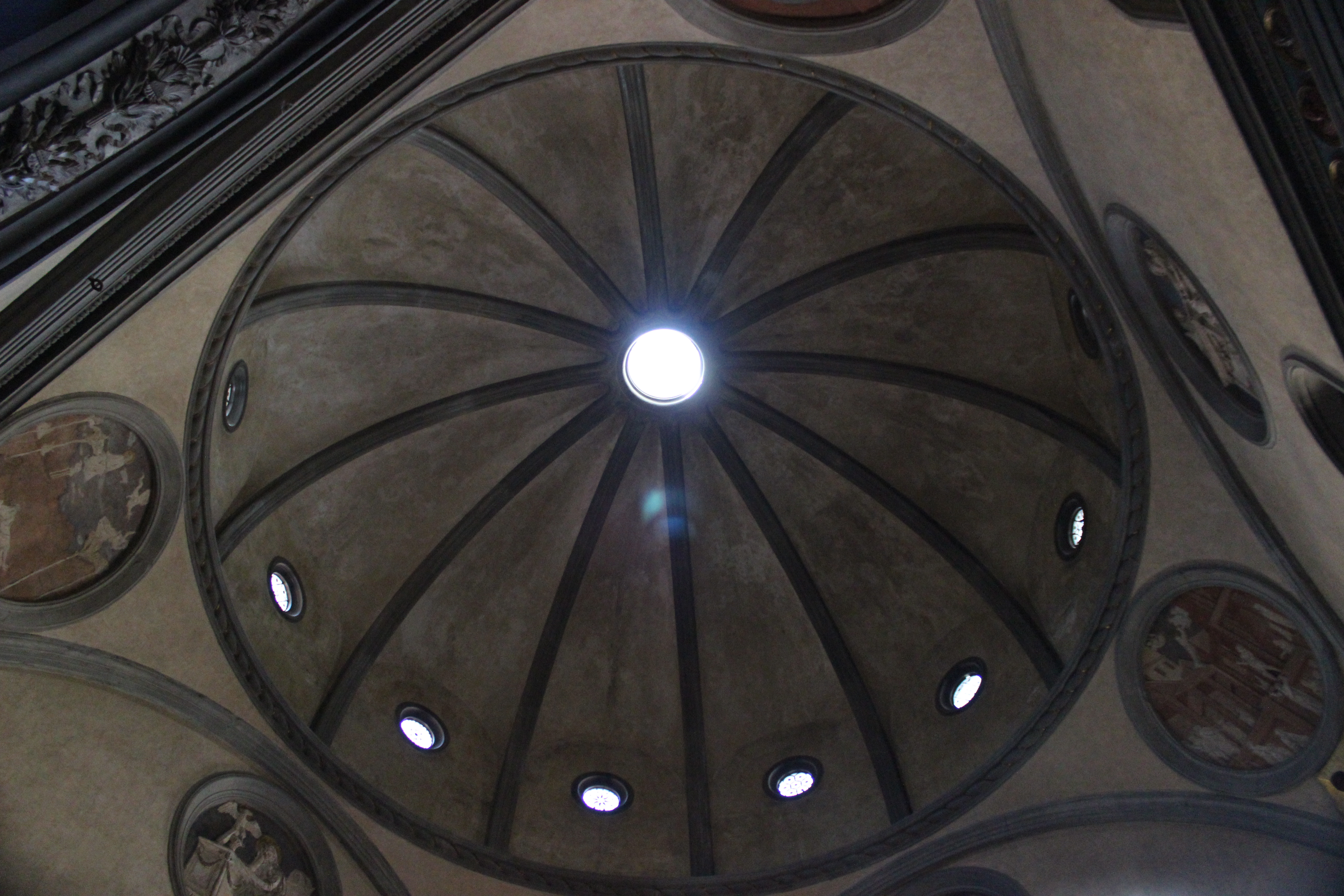
Volta a ombrello nella Sagrestia Vecchia, Firenze

La volta a creste e vele (detta anche "a ombrello") è un tipo di volta composta. Ha la forma di una cupola ma è suddivisa in spicchi identici da costoloni,  viene utilizzata in ambienti poligonali (spesso ottagoni) con unghie simili a quelle delle volte a crociere; raramente rimangono piatte e, all'aumentare delle luci, si fanno convergere in un cervello molto alto per costituire le strutture portanti di vere e proprie cupole. 
Rintracciabile in repertori della tarda antichità viene ripresa nel XV secolo da Filippo Brunelleschi.

## Esempi di strutture con volte a creste e vele
- Sagrestia Vecchia della Basilica di San Lorenzo (Firenze) a Firenze, ad opera di Filippo Brunelleschi.
- Basilica di Santa Maria delle Carceri a Prato, ad opera di Giuliano da Sangallo.
- La Chiesa di Santa Maria Immacolata a Modugno: stanza ottagonale dopo la sacrestia
- Cupola della Parrocchiale dell'Assunta di Grignasco
- Saletta al primo piano di Palazzo Besta a Teglio
- Sale al piano terra del Palazzo Giulini, ora in stato di rudere a Sorico.
- Cappella Pazzi a dodici spicchi